# Peps Persson
Per-Åke Tommy Persson, detto Peps (Tjörnarp, 20 dicembre 1946 – Vittsjö, 27 giugno 2021), è stato un cantante svedese.
È un musicista blues/reggae, che durante la sua carriera ha principalmente composto musica in svedese, ma è molto conosciuto anche per il suo dialetto (quello della Scania). Ha anche composto degli album in inglese.
Persson è uno dei maggiori artisti blues/reggae svedesi, uno di quelli che hanno fatto conoscere questa musica in Svezia.